# Сортувальня
Сортувальня (вуглевмісної гірничої маси) (рос. сортировка, англ. classifier, grader; нім. Sortieranlage f) — установка або комплекс для приготування товарних сортів вугілля (антрациту) після його збагачення або в незбагаченому вигляді шляхом розсівання на грохотах. У зв'язку з підвищенням зольності вугілля, що видобувається в Україні, його використання без збагачення обмежується. Тому Сортувальня як самостійний комплекс застосовується сьогодні у виняткових випадках.